# Dorfkirche Linow

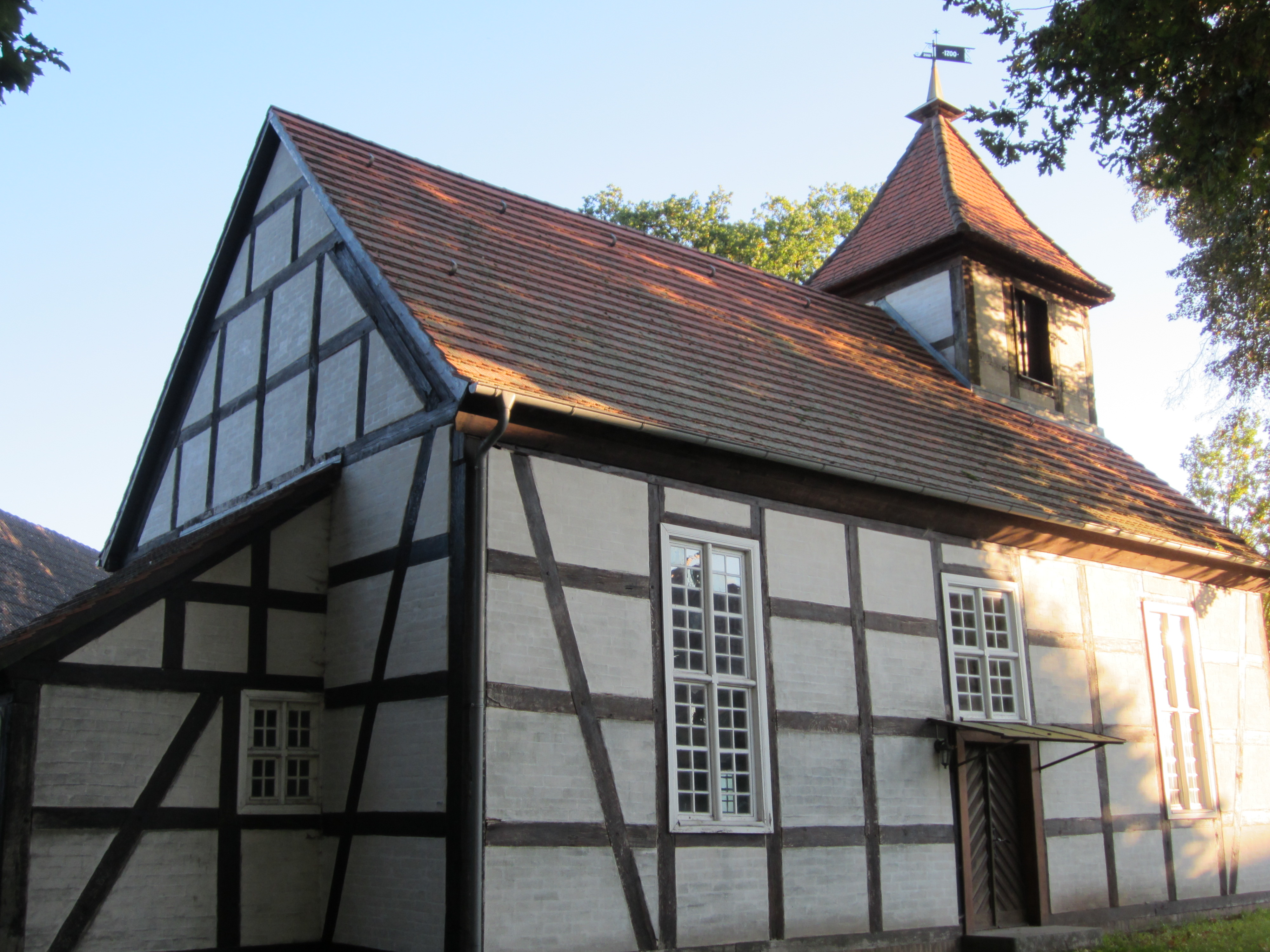
Dorfkirche Linow

Die evangelische, denkmalgeschützte Dorfkirche Linow steht in Linow, einem Ortsteil der Stadt Rheinsberg im Landkreis Ostprignitz-Ruppin von Brandenburg. Die Kirche gehört zum Pfarrbereich Zühlen-Zechliner Land im Kirchenkreis Wittstock-Ruppin der Evangelischen Kirche Berlin-Brandenburg-schlesische Oberlausitz.

## Beschreibung
Die Fachwerkkirche entstand um 1700 durch Spenden der Evangelisch-reformierten Kirchen der Schweiz. Wegen nicht ausreichender Platzanzahl wurde sie 1834 vergrößert. Die Längswände des Langhauses wurden bis zur Westwand der mit einem Pultdach bedeckten Sakristei gerade durchgezogen. Deshalb wurde das Holzfachwerk erneuert und die Gefache mit verputzten Backsteinen ausgefüllt. Aus dem Satteldach des Langhauses erhebt sich im Westen ein quadratischer Dachturm, der mit einem Pyramidendach bedeckt ist. 
Der schlichte Innenraum ist mit einer verputzten Flachdecke überspannt. Die aufeinander abgestimmte Kirchenausstattung wurde nach Entwürfen von Winfried Wendland 1960/61 erneuert. Die Orgel wurde 1963 von der W. Sauer Orgelbau Frankfurt (Oder) errichtet. Bei der 2000 abgeschlossenen Instandsetzung bekam das Dach eine Biberschwanz-Kronendeckung.